# Campeonato Uruguayo de Primera División 2025
La Liga AUF Uruguaya 2025 (denominación oficial del torneo) es la edición 122° del Campeonato Uruguayo de la Primera División Profesional organizado por la AUF. En esta ocasión lleva la denominación de Juan Izquierdo, en homenaje al futbolista uruguayo accidentado durante la disputa del partido de vuelta entre Nacional y São Paulo por la Copa Libertadores 2024 y posteriormente fallecido.
El Torneo Apertura homenajea en su denominación a Eduardo Arsuaga, fallecido expresidente de Defensor Sporting. El Torneo Intermedio llevara el nombre de Mathías Acuña, futbolista en actividad fallecido el 4 de enero de 2025. Por último, el Torneo Clausura se denomina José Ignacio Villarreal, expresidente y campeón como futbolista en 1984 con Central Español, recientemente fallecido.

## Sistema de disputa
Se mantiene el formato instalado en el fútbol uruguayo desde hace varias temporadas: el sistema de torneos Apertura y Clausura, en el que se cruzan todos contra todos a una rueda por torneo, y en el que ambos campeones también asegurarán participación internacional en la próxima temporada.
También se disputa el Torneo Intermedio, donde los 16 equipos se dividen en dos grupos, según su ubicación en el Torneo Apertura. Los equipos que finalicen en el primer lugar de cada grupo disputarán la final del torneo. El ganador de dicha final asegurará un cupo en la Copa Sudamericana.
Para determinar al campeón de la temporada, se jugará una semifinal entre los campeones del Apertura y Clausura, accediendo el ganador a la final contra el club que más puntos sumó en la tabla anual. En el caso de que el ganador de la tabla anual coincida con el ganador del Apertura o del Clausura, el mismo se podrá consagrar campeón uruguayo ganando solamente un partido: la semifinal. En cambio, si el campeón del Apertura también se consagra en el Clausura (y por ende en la tabla anual), automáticamente se convierte en campeón uruguayo. En cuanto a los cupos a competiciones internacionales, el proceso es el siguiente:
- A) El campeón del Campeonato Uruguayo, clasificará como Uruguay 1 a la siguiente Copa Libertadores.
- B) El vicecampeón (perdedor de la final del Campeonato Uruguayo si se disputa, y en caso contrario, el mejor ubicado en la Tabla Anual, exceptuando al campeón uruguayo) clasificará como Uruguay 2 a la siguiente Copa Libertadores.
- C) El segundo lugar en la tabla anual de la temporada, excluyendo al campeón y vicecampeón clasificara como Uruguay 3 y Uruguay 4 sería para el campeón de la Copa AUF Uruguay 2025 a las fases previas de la siguiente Copa Libertadores.
- D) El campeón del torneo Apertura o Clausura, que no hubiere resultado campeón o vicecampeón del Campeonato Uruguayo ni hubiere obtenido la ubicación prevista en el literal C) del presente artículo, clasificará como Uruguay 1 a la siguiente Copa Sudamericana.
- E) El campeón del torneo Intermedio, que no hubiere resultado campeón o vicecampeón del Campeonato Uruguayo ni hubiere obtenido la ubicación prevista en el literal C) del presente artículo, clasificará como Uruguay 2 a la siguiente Copa Sudamericana.
- F) Los clubes que queden en el tercer y cuarto lugar en la Tabla Anual clasificarán a la siguiente Copa Sudamericana, completando los 4 cupos definitivos a dicho Torneo.

Los descensos a la Segunda División Profesional se determinarán con base en una tabla de promedios arrastrando los puntajes de la temporada anterior, exceptuando a los equipos que provienen del ascenso, que promediarán su puntaje únicamente por su desempeño en la presente temporada.

## Equipos participantes

### Ascensos y descensos
Un total de 16 equipos disputarán el campeonato, incluyendo 13 equipos que permanecen del torneo de la Primera División 2024 y 3 ascendidos desde la Segunda División 2024.
| Club            | Ascendido como                                   |
| --------------- | ------------------------------------------------ |
| Plaza Colonia   | Campeón de la Segunda División 2024              |
| Montevideo City | Subcampeón de la Segunda División 2024           |
| Juventud        | Ganador del Play-Off de la Segunda División 2024 |

| Club                | Descendido como                    |
| ------------------- | ---------------------------------- |
| Rampla Juniors      | 14.º de la tabla del descenso 2024 |
| Fénix               | 15.º de la tabla del descenso 2024 |
| Deportivo Maldonado | 16.º de la tabla del descenso 2024 |

### Información general
Las fechas de fundación de los equipos y el palmarés de campeonatos y subcampeonatos son los declarados por los propios clubes implicados. Todos los datos estadísticos corresponden únicamente a los Campeonatos Uruguayos organizados por la Asociación Uruguaya de Fútbol, no se incluyen los torneos de la FUF de 1923 y 1924 ni el Torneo del Consejo Provisorio 1926 en las temporadas contadas. Los clubes que oficien en un determinado estadio como local, no implica necesariamente que sean propietarios del mismo.
| Equipo            | Ciudad                 | Estadio                       | Aforo  | Fundación                | Temp. | Temp. c. | Camp. | Subc. | Proveedor | 2024 |
| ----------------- | ---------------------- | ----------------------------- | ------ | ------------------------ | ----- | -------- | ----- | ----- | --------- | ---- |
| Boston River      | Montevideo             | Campeones Olímpicos (Florida) | 5 124  | 20 de febrero de 1939    | 10    | 10       | 0     | 0     | Kelme     | 3°   |
| Cerro             | Montevideo             | Luis Tróccoli                 | 25 000 | 1 de diciembre de 1922   | 78    | 3        | 0     | 1     | Mgr Sp.   | 13°  |
| Cerro Largo       | Melo                   | Arq. Antonio E. Ubilla        | 9 000  | 19 de noviembre de 2002  | 12    | 7        | 0     | 0     | Concreto  | 5°   |
| Danubio           | Montevideo             | Jardines del Hipódromo        | 18 000 | 1 de marzo de 1932       | 75    | 4        | 4     | 4     | Tiffosi   | 6°   |
| Defensor Sporting | Montevideo             | Luis Franzini                 | 16 000 | 15 de marzo de 1913      | 98    | 4        | 4     | 10    | Kelme     | 4°   |
| Juventud          | Las Piedras            | Juventud Parque Artigas       | 7 000  | 24 de diciembre de 1935  | 14    | 1        | 0     | 0     | Macron    |      |
| Liverpool         | Montevideo             | Belvedere                     | 8 384  | 15 de febrero de 1915    | 84    | 11       | 1     | 1     | Mgr Sp.   | 12°  |
| Miramar Misiones  | Montevideo             | Parque Palermo                | 4 072  | 25 de junio de 1980      | 17    | 2        | 0     | 0     | Mgr Sp.   | 10°  |
| Montevideo City   | Montevideo             | Centenario                    | 60 235 | 26 de diciembre de 2007  | 6     | 1        | 0     | 0     | Puma      |      |
| Mont. Wanderers   | Montevideo             | Alfredo Víctor Viera          | 10 500 | 15 de agosto de 1902     | 109   | 26       | 3     | 8     | Umbro     | 8°   |
| Nacional          | Montevideo             | Gran Parque Central           | 37 000 | 14 de mayo de 1899       | 121   | 121      | 49    | 46    | Umbro     | 2°   |
| Peñarol           | Montevideo             | Campeón del Siglo             | 40 700 | 28 de septiembre de 1891 | 120   | 98       | 52    | 41    | Puma      | 1°   |
| Plaza Colonia     | Colonia del Sacramento | Juan Gaspar Prandi            | 3 000  | 22 de abril de 1917      | 14    | 1        | 0     | 0     | Mgr Sp.   |      |
| Progreso          | Montevideo             | Abraham Paladino              | 3 200  | 30 de abril de 1917      | 27    | 2        | 1     | 0     | XU        | 11°  |
| Racing            | Montevideo             | Parque Osvaldo Roberto        | 4 500  | 6 de abril de 1919       | 56    | 3        | 0     | 0     | Macron    | 7°   |
| River Plate       | Montevideo             | Parque Federico Saroldi       | 5 165  | 11 de mayo de 1932       | 77    | 22       | 0     | 1     | Mgr Sp.   | 9°   |

Nota: Los datos estadísticos acerca de temporadas disputadas, títulos y subtítulos correspondientes al Club Atlético Peñarol incluyen la trayectoria del Central Uruguay Railway Cricket Club. Para más información, véase: Decanato en el fútbol uruguayo.

### Distribución geográfica de los equipos
| Ciudad                 | Cantidad | Equipos |
| ---------------------- | -------- | --- |
| Montevideo             | 12       | Cerro, Danubio, Defensor Sporting, Liverpool, Miramar Misiones, Montevideo City, Montevideo Wanderers, Nacional, Peñarol, Progreso, Racing, River Plate |
| Florida                | 1        | Boston River |
| Las Piedras            | 1        | Juventud |
| Colonia del Sacramento | 1        | Plaza Colonia |
| Melo                   | 1        | Cerro Largo |

Nota:
1. 1 2  Boston River es un club de Montevideo sin estadio propio. Para esta temporada oficiará de local en la ciudad de Florida, a 105 kilómetros de distancia.

## Entrenadores
Listado de entrenadores de cada uno de los equipos participantes. En el caso de los entrenadores sustitutos, entre paréntesis se aclara la fecha del debut del nuevo entrenador.
| Equipo               | Inicial                  | Sustituto(s)                        |
| -------------------- | ------------------------ | ----------------------------------- |
| Boston River         | Jadson Viera Continúa    |                                     |
| Cerro                | Tabaré Silva Nuevo       |                                     |
| Cerro Largo          | Danielo Núñez Continúa   |                                     |
| Danubio              | Alejandro Apud Continúa  | Juan Manuel Olivera (5ª Ap.)        |
| Defensor Sporting    | Álvaro Navarro Continúa  | Gerardo Miranda Interino (9ª Ap.)   |
| Defensor Sporting    | Álvaro Navarro Continúa  | Ignacio Ithurralde (10ª Ap.)        |
| Juventud             | Diego Monarriz Continúa  |                                     |
| Liverpool            | Joaquín Papa Continúa    |                                     |
| Miramar Misiones     | Walter Pandiani Continúa | Horacio Peralta (4ª Ap.)            |
| Montevideo City      | Martín Cicotello Nuevo   | Marcelo Méndez                      |
| Montevideo Wanderers | Antonio Pacheco Continúa | Juan Manuel Martínez (5ª - 14ª Ap.) |
| Montevideo Wanderers | Antonio Pacheco Continúa | Alejandro Apud (15ª Ap.)            |
| Nacional             | Martín Lasarte Continúa  | Martín Ligüera Interino (10ª Ap)    |
| Nacional             | Martín Lasarte Continúa  | Pablo Peirano (11ª Ap)              |
| Peñarol              | Diego Aguirre Continúa   |                                     |
| Plaza Colonia        | Sebastián Díaz Continúa  |                                     |
| Progreso             | Javier Méndez Nuevo      | Alejandro Larrea (11ª Ap.)          |
| Racing               | Darío Rodríguez Nuevo    | Cristian Chambian (4ª Ap.)          |
| River Plate          | Diego López Nuevo        | Julio Ribas (10ª Ap.)               |

## Desarrollo

### Torneo Apertura- "Eduardo Arsuaga"
| Pos. | Equipo               | Pts. | PJ | G | E | P | GF | GC | Dif. |  |
| ---- | -------------------- | ---- | -- | - | - | - | -- | -- | ---- |  |
| 1    | Liverpool            | 32   | 15 | 9 | 5 | 1 | 22 | 9  | +13  |  |
| 2    | Nacional             | 31   | 15 | 9 | 4 | 2 | 35 | 16 | +19  |  |
| 3    | Juventud             | 30   | 15 | 9 | 3 | 3 | 23 | 15 | +8   |  |
| 4    | Peñarol              | 27   | 15 | 8 | 3 | 4 | 21 | 17 | +4   |  |
| 5    | Defensor Sporting    | 24   | 15 | 7 | 3 | 5 | 17 | 12 | +5   |  |
| 6    | Racing               | 23   | 15 | 6 | 5 | 4 | 14 | 10 | +4   |  |
| 7    | Boston River         | 22   | 15 | 6 | 4 | 5 | 16 | 17 | −1   |  |
| 8    | Cerro Largo          | 21   | 15 | 5 | 6 | 4 | 15 | 16 | −1   |  |
| 9    | Plaza Colonia        | 19   | 15 | 5 | 4 | 6 | 13 | 13 | 0    |  |
| 10   | Montevideo City      | 17   | 15 | 4 | 5 | 6 | 16 | 22 | −6   |  |
| 11   | Progreso             | 15   | 15 | 3 | 6 | 6 | 17 | 27 | −10  |  |
| 12   | Cerro                | 14   | 15 | 3 | 6 | 6 | 13 | 20 | −7   |  |
| 13   | Montevideo Wanderers | 12   | 15 | 2 | 6 | 7 | 12 | 17 | −5   |  |
| 14   | Danubio              | 12   | 15 | 1 | 9 | 5 | 12 | 17 | −5   |  |
| 15   | Miramar Misiones     | 12   | 15 | 3 | 3 | 9 | 16 | 24 | −8   |  |
| 16   | River Plate          | 10   | 15 | 2 | 4 | 9 | 10 | 20 | −10  |  |

 Fuente: AUF
Criterios de clasificación: 1) puntos; 2) diferencia de goles; 3) número de goles marcados.
Notas:
1. ↑  A Cerro se le quitó 1 punto debido a incidentes ocasionados en su visita al Estadio Campeón del Siglo por la fecha 13 del Torneo Apertura.

|  | Campeón del Torneo Apertura. |

|                              |
|                              |
| Campeón Liverpool 2.º título |

### Torneo Intermedio- "Mathías Acuña"

#### Serie A
| Pos. | Equipo               | Pts. | PJ | G | E | P | GF | GC | Dif. |  |
| ---- | -------------------- | ---- | -- | - | - | - | -- | -- | ---- |  |
| 1    | Peñarol              | 16   | 7  | 5 | 1 | 1 | 15 | 5  | +10  |  |
| 2    | Defensor Sporting    | 14   | 7  | 4 | 2 | 1 | 12 | 10 | +2   |  |
| 3    | Montevideo Wanderers | 12   | 7  | 3 | 3 | 1 | 6  | 5  | +1   |  |
| 4    | Plaza Colonia        | 8    | 7  | 1 | 5 | 1 | 6  | 7  | −1   |  |
| 5    | Liverpool            | 8    | 7  | 2 | 2 | 3 | 10 | 12 | −2   |  |
| 6    | Cerro                | 8    | 7  | 2 | 2 | 3 | 7  | 9  | −2   |  |
| 7    | River Plate          | 5    | 7  | 1 | 2 | 4 | 6  | 10 | −4   |  |
| 8    | Cerro Largo          | 3    | 7  | 0 | 3 | 4 | 7  | 11 | −4   |  |

 Fuente: AUF
|  | Ganador de la Serie A y clasificado a la final del Torneo Intermedio. |

#### Serie B
| Pos. | Equipo           | Pts. | PJ | G | E | P | GF | GC | Dif. |  |
| ---- | ---------------- | ---- | -- | - | - | - | -- | -- | ---- |  |
| 1    | Nacional         | 21   | 7  | 7 | 0 | 0 | 16 | 6  | +10  |  |
| 2    | Juventud         | 15   | 7  | 5 | 0 | 2 | 14 | 11 | +3   |  |
| 3    | Racing           | 13   | 7  | 4 | 1 | 2 | 11 | 6  | +5   |  |
| 4    | Danubio          | 10   | 7  | 3 | 1 | 3 | 11 | 11 | 0    |  |
| 5    | Boston River     | 7    | 7  | 2 | 1 | 4 | 8  | 12 | −4   |  |
| 6    | Progreso         | 6    | 7  | 2 | 0 | 5 | 4  | 10 | −6   |  |
| 7    | Montevideo City  | 5    | 7  | 1 | 2 | 4 | 10 | 12 | −2   |  |
| 8    | Miramar Misiones | 4    | 7  | 1 | 1 | 5 | 2  | 8  | −6   |  |

 Fuente: AUF
|  | Ganador de la Serie B y clasificado a la final del Torneo Intermedio. |

### Final
| Torneo Intermedio; 6 de julio de 2025 | Peñarol                                               | 0:0 (t. s.)(5:3 p.)        | Nacional                           | Estadio Centenario, Montevideo |                              |
| 15:00 (UTC-3)                         |                                                       | Reporte                    |                                    | Árbitro(s): Esteban Ostojich   | Árbitro(s): Esteban Ostojich |
|                                       |                                                       | Tiros desde el punto penal |                                    |                                |                              |
|                                       | Terans · Fernández · Coelho · Muhlethaler · Umpiérrez |                            | Carneiro · Coates · Boggio · Mejía |                                |                              |

|                             |
|                             |
| Campeón Peñarol 1.er título |

### Torneo Clausura- "José Ignacio Villarreal"
| Pos. | Equipo               | Pts. | PJ | G | E | P | GF | GC | Dif. |  |
| ---- | -------------------- | ---- | -- | - | - | - | -- | -- | ---- |  |
| 1    | Boston River         | 7    | 3  | 2 | 1 | 0 | 7  | 2  | +5   |  |
| 2    | Liverpool            | 7    | 3  | 2 | 1 | 0 | 3  | 1  | +2   |  |
| 3    | Peñarol              | 6    | 3  | 2 | 0 | 1 | 6  | 3  | +3   |  |
| 4    | Cerro Largo          | 6    | 2  | 2 | 0 | 0 | 4  | 1  | +3   |  |
| 5    | Racing               | 6    | 3  | 2 | 0 | 1 | 3  | 2  | +1   |  |
| 6    | Defensor Sporting    | 6    | 3  | 2 | 0 | 1 | 2  | 4  | −2   |  |
| 7    | Cerro                | 4    | 3  | 1 | 1 | 1 | 3  | 2  | +1   |  |
| 8    | Danubio              | 4    | 2  | 1 | 1 | 0 | 2  | 1  | +1   |  |
| 9    | Montevideo City      | 4    | 3  | 1 | 1 | 1 | 5  | 6  | −1   |  |
| 10   | Nacional             | 3    | 3  | 2 | 0 | 1 | 8  | 6  | +2   |  |
| 11   | Miramar Misiones     | 3    | 3  | 1 | 0 | 2 | 4  | 4  | 0    |  |
| 12   | Juventud             | 3    | 3  | 1 | 0 | 2 | 3  | 5  | −2   |  |
| 13   | Montevideo Wanderers | 1    | 3  | 0 | 1 | 2 | 1  | 3  | −2   |  |
| 14   | River Plate          | 1    | 3  | 0 | 1 | 2 | 0  | 3  | −3   |  |
| 15   | Plaza Colonia        | 1    | 3  | 0 | 1 | 2 | 1  | 5  | −4   |  |
| 16   | Progreso             | 0    | 3  | 0 | 0 | 3 | 3  | 7  | −4   |  |

Actualizado a los partidos jugados el 17 de agosto de 2025.
 Fuente: AUF
Criterios de clasificación: 1) puntos; 2) diferencia de goles; 3) número de goles marcados.
Notas:
1. ↑  A Nacional se le quitaron tres puntos (3) debido a incidentes ocasionados en la final del Torneo Intermedio 2025.

|  | Campeón del Torneo Clausura. |

|                   |
|                   |
| Campeón .º título |

## Tabla anual
| Pos. | Equipo               | Pts. | PJ | G  | E  | P  | GF | GC | Dif. |  |
| ---- | -------------------- | ---- | -- | -- | -- | -- | -- | -- | ---- |  |
| 1    | Nacional             | 55   | 25 | 18 | 4  | 3  | 59 | 28 | +31  |  |
| 2    | Peñarol              | 49   | 25 | 15 | 4  | 6  | 42 | 25 | +17  |  |
| 3    | Juventud             | 48   | 25 | 15 | 3  | 7  | 40 | 32 | +8   |  |
| 4    | Liverpool            | 47   | 25 | 13 | 8  | 4  | 35 | 22 | +13  |  |
| 5    | Defensor Sporting    | 44   | 25 | 13 | 5  | 7  | 31 | 26 | +5   |  |
| 6    | Racing               | 42   | 25 | 12 | 6  | 7  | 28 | 18 | +10  |  |
| 7    | Boston River         | 36   | 25 | 10 | 6  | 9  | 31 | 31 | 0    |  |
| 8    | Cerro Largo          | 33   | 25 | 8  | 9  | 8  | 27 | 28 | −1   |  |
| 9    | Plaza Colonia        | 28   | 25 | 6  | 10 | 9  | 20 | 25 | −5   |  |
| 10   | Danubio              | 26   | 25 | 5  | 11 | 9  | 25 | 30 | −5   |  |
| 11   | Cerro                | 26   | 25 | 6  | 9  | 10 | 23 | 31 | −8   |  |
| 12   | Montevideo City      | 26   | 25 | 6  | 8  | 11 | 30 | 39 | −9   |  |
| 13   | Montevideo Wanderers | 25   | 25 | 5  | 10 | 10 | 19 | 25 | −6   |  |
| 14   | Progreso             | 21   | 25 | 5  | 6  | 14 | 24 | 44 | −20  |  |
| 15   | Miramar Misiones     | 19   | 25 | 5  | 4  | 16 | 22 | 36 | −14  |  |
| 16   | River Plate          | 16   | 25 | 3  | 7  | 15 | 16 | 33 | −17  |  |

Actualizado a los partidos jugados el 17 de agosto de 2025.
 Fuente: AUF
Criterios de clasificación: 1) puntos; 2) diferencia de goles; 3) número de goles marcados.
Notas:
1. ↑  A Nacional se le quitaron tres puntos (3) debido a incidentes ocasionados en la final del Torneo Intermedio 2025.
2. ↑  A Cerro se le quitó un punto (1) debido a incidentes ocasionados en su visita a Peñarol al estadio Campeón del Siglo por la fecha 13 del Torneo Apertura.

|  | En zona de clasificación a la Final del Campeonato Uruguayo 2025 y a la Fase de grupos de la Copa Libertadores 2026. |
|  | En zona de clasificación a la Fase de grupos de la Copa Libertadores 2026.                                           |
|  | En zona de clasificación a la Fase 2 de la Copa Libertadores 2026.                                                   |
|  | En zona de clasificación a la Copa Sudamericana 2026.                                                                |

### Evolución de la clasificación
| Jornada / Equipo     | 1        | 2  | 3  | 4  | 5  | 6  | 7  | 8  | 9  | 10 | 11 | 12 | 13 | 14 | 15 | 16 | 17 | 18 | 19 | 20 | 21 | 22 | 23 | 24 | 25 | 26 | 27 | 28 | 29 | 30 | 31 | 32 | 33 | 34 | 35 | 36 | 37 |  |
| -------------------- | -------- | -- | -- | -- | -- | -- | -- | -- | -- | -- | -- | -- | -- | -- | -- | -- | -- | -- | -- | -- | -- | -- | -- | -- | -- | -- | -- | -- | -- | -- | -- | -- | -- | -- | -- | -- | -- |  |
| Jornada / Equipo     | Nacional | 14 | 10 | 8  | 6  | 4  | 4  | 5  | 5  | 7  | 6  | 5  | 3  | 2  | 2  | 2  | 1  | 1  | 1  | 1  | 1  | 1  | 1  | 1  | 1  | 1  | 1  |    |    |    |    |    |    |    |    |    |    |  |
| Peñarol              | 1        | 4  | 5  | 8  | 10 | 12 | 14 | 10 | 11 | 10 | 7  | 7  | 6  | 5  | 4  | 4  | 4  | 4  | 4  | 4  | 3  | 3  | 2  | 2  | 2  |    |    |    |    |    |    |    |    |    |    |    |    |  |
| Juventud             | 8        | 9  | 6  | 4  | 6  | 5  | 2  | 4  | 4  | 2  | 3  | 2  | 4  | 3  | 3  | 3  | 3  | 3  | 2  | 3  | 2  | 2  | 3  | 3  | 3  |    |    |    |    |    |    |    |    |    |    |    |    |  |
| Liverpool            | 9        | 5  | 7  | 5  | 2  | 1  | 1  | 1  | 1  | 1  | 1  | 1  | 1  | 1  | 1  | 2  | 2  | 2  | 3  | 2  | 4  | 4  | 4  | 4  | 4  |    |    |    |    |    |    |    |    |    |    |    |    |  |
| Defensor Sporting    | 2        | 1  | 1  | 1  | 1  | 3  | 4  | 2  | 2  | 4  | 2  | 4  | 3  | 4  | 5  | 5  | 5  | 5  | 5  | 5  | 5  | 5  | 6  | 6  | 5  |    |    |    |    |    |    |    |    |    |    |    |    |  |
| Racing               | 12       | 12 | 14 | 11 | 8  | 9  | 6  | 6  | 5  | 3  | 4  | 5  | 5  | 6  | 6  | 6  | 6  | 6  | 6  | 6  | 6  | 6  | 5  | 5  | 6  |    |    |    |    |    |    |    |    |    |    |    |    |  |
| Boston River         | 16       | 13 | 11 | 13 | 14 | 11 | 13 | 9  | 10 | 11 | 11 | 10 | 9  | 8  | 7  | 7  | 7  | 7  | 7  | 7  | 7  | 7  | 7  | 7  | 7  |    |    |    |    |    |    |    |    |    |    |    |    |  |
| Cerro Largo          | 6        | 3  | 4  | 3  | 5  | 6  | 7  | 7  | 6  | 8  | 9  | 8  | 8  | 7  | 8  | 8  | 8  | 8  | 8  | 9  | 9  | 10 | 8  | 8  | 8  |    |    |    |    |    |    |    |    |    |    |    |    |  |
| Plaza Colonia        | 4        | 2  | 2  | 2  | 3  | 2  | 3  | 3  | 3  | 5  | 6  | 6  | 7  | 9  | 9  | 9  | 9  | 10 | 10 | 8  | 8  | 8  | 9  | 9  | 9  |    |    |    |    |    |    |    |    |    |    |    |    |  |
| Danubio              | 7        | 8  | 10 | 9  | 12 | 13 | 11 | 13 | 12 | 13 | 14 | 14 | 15 | 16 | 14 | 11 | 10 | 9  | 9  | 10 | 10 | 11 | 11 | 10 | 10 |    |    |    |    |    |    |    |    |    |    |    |    |  |
| Cerro                | 5        | 6  | 9  | 10 | 9  | 7  | 8  | 8  | 8  | 7  | 8  | 11 | 11 | 12 | 12 | 13 | 13 | 12 | 13 | 11 | 11 | 13 | 12 | 12 | 11 |    |    |    |    |    |    |    |    |    |    |    |    |  |
| Montevideo City      | 3        | 7  | 3  | 7  | 7  | 8  | 9  | 11 | 9  | 9  | 10 | 9  | 10 | 10 | 10 | 10 | 12 | 14 | 12 | 13 | 13 | 12 | 13 | 13 | 12 |    |    |    |    |    |    |    |    |    |    |    |    |  |
| Montevideo Wanderers | 11       | 14 | 12 | 14 | 11 | 10 | 12 | 14 | 14 | 12 | 12 | 13 | 14 | 15 | 13 | 12 | 11 | 11 | 11 | 12 | 12 | 9  | 10 | 11 | 13 |    |    |    |    |    |    |    |    |    |    |    |    |  |
| Progreso             | 15       | 16 | 16 | 15 | 16 | 16 | 15 | 15 | 15 | 15 | 13 | 12 | 12 | 11 | 11 | 14 | 14 | 13 | 14 | 14 | 14 | 14 | 14 | 14 | 14 |    |    |    |    |    |    |    |    |    |    |    |    |  |
| Miramar Misiones     | 13       | 15 | 15 | 16 | 15 | 14 | 10 | 12 | 13 | 14 | 15 | 15 | 16 | 13 | 15 | 15 | 15 | 15 | 15 | 15 | 16 | 15 | 15 | 15 | 15 |    |    |    |    |    |    |    |    |    |    |    |    |  |
| River Plate          | 10       | 11 | 13 | 12 | 13 | 15 | 16 | 16 | 16 | 16 | 16 | 16 | 13 | 14 | 16 | 16 | 16 | 16 | 16 | 16 | 15 | 16 | 16 | 16 | 16 |    |    |    |    |    |    |    |    |    |    |    |    |  |

## Tabla del descenso
| Pos.                                       | Equipo               | PJ 2024 | PTS 2024 | PJ 2025 | PTS 2025 | PJ | PTS | DG  | Prom. |
| ------------------------------------------ | -------------------- | ------- | -------- | ------- | -------- | -- | --- | --- | ----- |
| 1.°                                        | Peñarol              | 37      | 93       | 25      | 49       | 62 | 142 | +73 | 2,290 |
| 2.°                                        | Nacional             | 37      | 86       | 25      | 55       | 62 | 141 | +85 | 2,274 |
| 3.°                                        | Juventud             | -       | -        | 25      | 48       | 25 | 48  | +8  | 1,920 |
| 4.°                                        | Defensor Sporting    | 37      | 59       | 25      | 44       | 62 | 103 | +21 | 1,661 |
| 5.°                                        | Boston River         | 37      | 60       | 25      | 36       | 62 | 96  | +6  | 1,548 |
| 6.°                                        | Racing               | 37      | 52       | 25      | 42       | 62 | 94  | +14 | 1,516 |
| 7.°                                        | Cerro Largo          | 37      | 54       | 25      | 33       | 62 | 87  | +2  | 1,403 |
| 8.°                                        | Liverpool            | 37      | 39       | 25      | 47       | 62 | 86  | +4  | 1,387 |
| 9.°                                        | Danubio              | 37      | 53       | 25      | 26       | 62 | 79  | −4  | 1,274 |
| 10.°                                       | Montevideo Wanderers | 37      | 48       | 25      | 25       | 62 | 73  | −14 | 1,177 |
| 11.°                                       | Plaza Colonia        | -       | -        | 25      | 28       | 25 | 28  | −6  | 1,120 |
| 12.°                                       | Cerro                | 37      | 39       | 25      | 26       | 62 | 65  | −22 | 1,048 |
| 13.°                                       | Montevideo City      | -       | -        | 25      | 26       | 25 | 26  | −9  | 1,040 |
| 14.°                                       | Progreso             | 37      | 40       | 25      | 21       | 62 | 61  | −38 | 0,984 |
| 15.°                                       | Miramar Misiones     | 37      | 40       | 25      | 19       | 62 | 59  | −31 | 0,952 |
| 16.°                                       | River Plate          | 37      | 40       | 25      | 16       | 62 | 56  | −28 | 0,903 |
| Última actualización: 17 de agosto de 2025 |                      |         |          |         |          |    |     |     |       |

|  | En zona de descenso al Campeonato Uruguayo de Segunda División 2026 |

### Evolución de la clasificación
| Jornada / Equipo     | 1       | 2  | 3  | 4  | 5  | 6  | 7  | 8  | 9  | 10 | 11 | 12 | 13 | 14 | 15 | 16 | 17 | 18 | 19 | 20 | 21 | 22 | 23 | 24 | 25 | 26 | 27 | 28 | 29 | 30 | 31 | 32 | 33 | 34 | 35 | 36 | 37 |  |
| -------------------- | ------- | -- | -- | -- | -- | -- | -- | -- | -- | -- | -- | -- | -- | -- | -- | -- | -- | -- | -- | -- | -- | -- | -- | -- | -- | -- | -- | -- | -- | -- | -- | -- | -- | -- | -- | -- | -- |  |
| Jornada / Equipo     | Peñarol | 3  | 2  | 2  | 1  | 1  | 1  | 1  | 1  | 1  | 1  | 1  | 1  | 1  | 1  | 1  | 1  | 1  | 1  | 1  | 1  | 1  | 1  | 1  | 1  | 1  |    |    |    |    |    |    |    |    |    |    |    |  |
| Nacional             | 4       | 3  | 4  | 2  | 2  | 2  | 2  | 2  | 2  | 2  | 2  | 2  | 2  | 2  | 2  | 2  | 2  | 2  | 2  | 2  | 2  | 2  | 2  | 2  | 2  |    |    |    |    |    |    |    |    |    |    |    |    |  |
| Juventud             | 16      | 16 | 6  | 4  | 5  | 4  | 3  | 4  | 4  | 3  | 3  | 3  | 3  | 3  | 3  | 3  | 3  | 3  | 3  | 3  | 3  | 3  | 3  | 3  | 3  | 3  | 3  | 3  |    |    |    |    |    |    |    |    |    |  |
| Defensor Sporting    | 5       | 5  | 5  | 6  | 4  | 5  | 5  | 5  | 5  | 5  | 4  | 4  | 4  | 4  | 4  | 4  | 4  | 4  | 4  | 4  | 4  | 4  | 4  | 4  | 4  |    |    |    |    |    |    |    |    |    |    |    |    |  |
| Boston River         | 6       | 6  | 7  | 8  | 7  | 6  | 6  | 6  | 6  | 7  | 7  | 5  | 5  | 5  | 5  | 5  | 5  | 5  | 5  | 5  | 5  | 5  | 5  | 6  | 5  |    |    |    |    |    |    |    |    |    |    |    |    |  |
| Racing               | 9       | 9  | 10 | 10 | 9  | 8  | 8  | 7  | 7  | 6  | 6  | 7  | 7  | 7  | 6  | 6  | 6  | 6  | 6  | 6  | 6  | 6  | 6  | 5  | 6  |    |    |    |    |    |    |    |    |    |    |    |    |  |
| Cerro Largo          | 7       | 7  | 8  | 7  | 8  | 7  | 7  | 8  | 8  | 8  | 8  | 8  | 8  | 6  | 7  | 7  | 7  | 8  | 7  | 8  | 8  | 8  | 7  | 7  |    |    |    |    |    |    |    |    |    |    |    |    |    |  |
| Liverpool            | 12      | 11 | 12 | 12 | 12 | 12 | 10 | 10 | 10 | 10 | 9  | 10 | 9  | 9  | 8  | 8  | 8  | 7  | 8  | 7  | 7  | 7  | 8  | 8  |    |    |    |    |    |    |    |    |    |    |    |    |    |  |
| Danubio              | 8       | 8  | 9  | 9  | 10 | 9  | 9  | 9  | 9  | 11 | 11 | 11 | 11 | 10 | 10 | 9  | 9  | 9  | 9  | 9  | 9  | 9  | 9  | 9  | 9  |    |    |    |    |    |    |    |    |    |    |    |    |  |
| Montevideo Wanderers | 10      | 10 | 11 | 11 | 11 | 11 | 11 | 11 | 11 | 12 | 12 | 12 | 12 | 12 | 11 | 10 | 10 | 10 | 10 | 10 | 11 | 11 | 10 | 10 | 10 |    |    |    |    |    |    |    |    |    |    |    |    |  |
| Plaza Colonia        | 2       | 1  | 1  | 3  | 3  | 3  | 4  | 3  | 3  | 4  | 5  | 6  | 6  | 8  | 9  | 11 | 11 | 11 | 11 | 11 | 10 | 10 | 11 | 11 | 11 |    |    |    |    |    |    |    |    |    |    |    |    |  |
| Cerro                | 13      | 12 | 13 | 13 | 13 | 13 | 13 | 13 | 12 | 13 | 13 | 13 | 13 | 14 | 14 | 14 | 13 | 13 | 13 | 12 | 12 | 12 | 12 | 12 | 12 |    |    |    |    |    |    |    |    |    |    |    |    |  |
| Montevideo City      | 1       | 4  | 3  | 5  | 6  | 10 | 12 | 12 | 13 | 9  | 10 | 9  | 10 | 11 | 12 | 12 | 14 | 15 | 12 | 14 | 14 | 14 | 15 | 15 | 13 |    |    |    |    |    |    |    |    |    |    |    |    |  |
| Progreso             | 15      | 15 | 16 | 15 | 16 | 16 | 15 | 15 | 15 | 15 | 14 | 14 | 14 | 13 | 13 | 13 | 12 | 12 | 14 | 13 | 13 | 13 | 13 | 13 | 14 |    |    |    |    |    |    |    |    |    |    |    |    |  |
| Miramar Misiones     | 14      | 14 | 15 | 16 | 15 | 14 | 14 | 14 | 14 | 14 | 15 | 15 | 16 | 15 | 15 | 15 | 15 | 14 | 15 | 15 | 16 | 15 | 14 | 14 | 15 |    |    |    |    |    |    |    |    |    |    |    |    |  |
| River Plate          | 11      | 13 | 14 | 14 | 14 | 15 | 16 | 16 | 16 | 16 | 16 | 16 | 15 | 16 | 16 | 16 | 16 | 16 | 16 | 16 | 15 | 16 | 16 | 16 | 16 |    |    |    |    |    |    |    |    |    |    |    |    |  |

## Definición del campeonato
| Equipo    | Método de clasificación     |
| --------- | --------------------------- |
| Liverpool | Campeón del Torneo Apertura |
| AUF       | Campeón del Torneo Clausura |
| AUF       | Ganador de la Tabla Anual   |

|  | Semifinal | Semifinal |  |  | Final | Final | Final |
|  |           |           |  |  |       |       |       |
|  |           |           |  |  |       |       |       |
|  | Liverpool | –         |  |  |       |       |       |
|  | AUF       | –         |  |  |       |       |       |
|  |           |           |  |  |       |       |       |
|  |           |           |  |  | AUF   | –     | –     |
|  |           |           |  |  | AUF   | –     | –     |
|  |           |           |  |  |       |       |       |

### Semifinal
| Semifinal; | Liverpool | vs. | AUF |  |  |

### Finales
| Final - ida; | AUF | vs. | AUF |  |  |

| Final - vuelta; | AUF | vs. | AUF |  |  |

|                                   |
| Bandera de Uruguay                |
| Campeón Uruguayo 2025 Por definir |

## Estadísticas

### Máximos goleadores
| Jugador | Club | Goles | PJ | GPP |
| ------- | ---- | ----- | -- | --- |
|         |      |       |    |     |
|         |      |       |    |     |
|         |      |       |    |     |
|         |      |       |    |     |
|         |      |       |    |     |

### Máximos asistentes
| Jugador | Club | Asist. | PJ | APP |
| ------- | ---- | ------ | -- | --- |
|         |      |        |    |     |
|         |      |        |    |     |
|         |      |        |    |     |
|         |      |        |    |     |
|         |      |        |    |     |

## Premios AUF
La Asociación Uruguaya de Fútbol otorga, por octavo año consecutivo, los "Premios AUF", para destacar rendimientos individuales de futbolistas, entrenadores o árbitros.

### Premios mensuales
| Mes             | Jugador del Mes             | Joven Talento sub-21      | Mejor Gol del Mes          | Mejor atajada                  | Fechas                        | Referencia |
| --------------- | --------------------------- | ------------------------- | -------------------------- | ------------------------------ | ----------------------------- | ---------- |
| Enero - Febrero | Abel Hernández Liverpool    | Kevin Amaro Liverpool     | Hugo Quintana Liverpool    | Fabrizio Correa River Plate    | 1-4 Apertura                  | AUF        |
| Marzo           | Abel Hernández Liverpool    | Nicolás Vallejo Liverpool | Hugo Quintana Liverpool    | Joaquín Silva Plaza Colonia    | 5-9 Apertura                  | AUF        |
| Abril           | Lucas Villalba Nacional     | Leandro Umpiérrez Peñarol | Martín Rabuñal Liverpool   | Sebastián Sosa Juventud        | 10-13 Apertura                | AUF        |
| Mayo            | Sebastián Fernández Danubio | Thiago Espinosa Racing    | Leonardo Fernández Peñarol | Sebastián Lentinelly Liverpool | 14-15 Apertura 1-2 Intermedio | AUF        |

## Récords
- Mayor número de goles marcados en un partido: 7 goles:  Nacional 5 – 2 Montevideo City (2 de agosto de 2025)

- Mayor victoria local:  Nacional 4 – 0  Cerro (3 de mayo de 2025)

- Mayor victoria visitante:  Progreso 1 – 5  Nacional (16 de febrero de 2025),  Cerro Largo 0 – 4  Nacional (6 de abril de 2025)

- Mayor racha de victorias consecutivas:  Nacional (14 partidos)

- Mayor racha de partidos sin perder:  Nacional (14 partidos)

- Mayor racha de partidos sin ganar:  Danubio (14 partidos)

- Mayor racha de derrotas consecutivas: Montevideo City,  River Plate (6 partidos)

- Partido con mayor asistencia de público:  Nacional 1 – 1  Peñarol (9 de febrero de 2025)

## Resumen de la temporada 2025

### Campeones y subcampeones
| Competición         | Campeón       | Subcampeón  |
| ------------------- | ------------- | ----------- |
| Supercopa Uruguaya  | Nacional (3)  | Peñarol     |
| Torneo Apertura     | Liverpool (2) | Nacional    |
| Torneo Intermedio   | Peñarol (1)   | Nacional    |
| Torneo Clausura     | Por definir   | Por definir |
| Campeonato Uruguayo | Por definir   | Por definir |
| Copa AUF Uruguay    | Por definir   | Por definir |

### Clasificados a la Copa Libertadores
|             |             |             |             |
| Por definir | Por definir | Por definir | Por definir |
| Uruguay 1   | Uruguay 2   | Uruguay 3   | Uruguay 4   |

### Clasificados a la Copa Sudamericana
|             |             |             |             |
| Por definir | Por definir | Por definir | Por definir |
| Uruguay 1   | Uruguay 2   | Uruguay 3   | Uruguay 4   |